# Nic. Christiansen Gruppen
Nic. Christiansen Gruppen A/S  er en dansk international bilvirksomhed, der importerer, sælger og servicerer biler. Virksomheden har hovedkvarter i Kolding og blev etableret af Nic. Christiansen i 1975. I dag er virksomheden ejet af Nic. Christiansens ældste datter og 2 børnebørn. Koncernen kan inddeles i tre divisioner: NCG Distribution, NCG Importer Finance og NCG Retail. NCG Distribution varetager bilimport og bildistribution i Norden igennem datterselskaberne British Car Import, Hyundai Bil Import og NCG Import. NCG Importer Finance er et billeasingselskab. NCH Retail inkluderer bilforhandlere samt autoværksteder og i blandt datterselskaberne er: Bayern Autogroup, Skorstensgaard, Terminalen og British Motorgroup.
I 2023 havde Nic. Christiansen Gruppen ca. 1.200 ansatte (ca. 800 i Danmark). Selskabets årsomsætning var i 2023 på 8,5 mia. danske kroner.